# Gabriela Guillén
Gabriela Guillén Álvarez (* 1. März 1992 in Tibás) ist eine costa-ricanische Fußballspielerin.

## Karriere

### Vereine
Nach ihrer College-Zeit in den USA in der sie für die Creighton Bluejays spielte, spielte sie ab Mai 2013 bis Dezember 2019 für Saprissa FF. Dann schloss sie sich im Januar 2020 Þór/KA Akureyri auf Island an. Nach einer Saison hier kehrte sie aber im Oktober des Jahres wieder in ihre Heimat zurück. Dort spielt sie nun seitdem für LD Alajuelense.

### Nationalmannschaft
Mit der costa-ricanischen U20 nahm sie an der Weltmeisterschaft 2010 und der CONCACAF Meisterschaft 2011 teil.
Ihr erstes bekanntes Spiel für die A-Nationalmannschaft hatte sie dann am 1. September 2012 bei einer 0:8-Freundschaftsspielniederlage gegen die USA. Dort wurde sie in der 89. Minute für Yesmi Rodríguez eingewechselt.
Sie war Teil des Kaders beim Gold Cup 2014, der Zentralamerika- und Karibikspiele 2014 als auch später der Weltmeisterschaft 2015. Nach der WM nahm sie mit ihrer Mannschaft dann auch an der Olympiaqualifikation für die Spiele im Jahr 2016 teil.
Bei den Zentralamerika- und Karibikspielen 2018, erreichte sie mit ihrem Team dann die Silber-Medaille. Jedoch schied man beim Gold Cup 2018 schon in der Vorrunde aus. Auch bei den Panamerikanischen Spielen 2019 war sie wieder Teil der Mannschaft und erreichte zumindest das Halbfinale. Nach der Olympiaqualifikation für die Spiele 2020, war ihr nächstes Turnier dann erst wieder die CONCACAF W Championship 2022, dort gelang ihr mit ihrem Team der Halbfinaleinzug und nach dem Verpassen bei der letzten Ausgabe wieder die Qualifikation für eine WM.
Am 8. Juli 2023 wurde sie für den Kader der Weltmeisterschaft 2023 nominiert.